# Торевекия Театина
Торевѐкия Театѝна (на италиански: Torrevecchia Teatina) е малко градче и община в Южна Италия, провинция Киети, регион Абруцо. Разположен е на 220 m надморска височина. Населението на общината е 4245 души (към 2013 г.).